# Menschenrechtspreis der Friedrich-Ebert-Stiftung
Der Menschenrechtspreis der Friedrich-Ebert-Stiftung, welcher 1994 zum ersten Mal verliehen wurde, geht zurück auf ein Vermächtnis des Hamburger Ehepaares Karl und Ida Feist. Die Stifter hatten testamentarisch festgelegt, dass die Stiftung ihr Erbe verwalten und daraus alljährlich einen Menschenrechtspreis vergeben soll.
Karl und Ida Feist waren viele Jahre aktiv in der Arbeiterbewegung tätig. Ihre eigenen bitteren Erfahrungen mit Krieg und Zerstörung brachten sie zu dem entschiedenen Eintreten für Frieden und Gewaltlosigkeit.
Der Menschenrechtspreis soll nach dem Willen der Stifter an Einzelpersonen oder Organisationen vergeben werden, die sich in besonderer Weise um die Menschenrechte in den verschiedenen Teilen der Welt verdient gemacht haben.

## Bisherige Preisträger
- 1994: Marie-Schlei-Verein, fördert Selbsthilfeprojekte von Frauen für Frauen in Entwicklungsländern, Deutschland
- 1995: Ewa Łętowska, erste Bürgerrechtsbeauftragte Polens
- 1996: Olusegun Obasanjo, ehemaliger Staatspräsident von Nigeria
- 1997: Pater Petar Anđelović, Provinzial der Franziskaner, Bosnien-Herzegowina
- 1998: Omar Belhouchet, Journalist, Algerien
- 1999: Kailash Satyarthi, Aktivist gegen Kindersklaverei, Indien
- 2000: Union der Komitees der Soldatenmütter Russlands
- 2001: Serbische Widerstandsbewegung OTPOR
- 2002: Israelisch-palästinensische Koalition für den Frieden (Israeli Palestinian Coalition for Peace, IPPC)
- 2003: Internationaler Strafgerichtshof für Ruanda
- 2004: Abel Alier (Menschenrechtsanwalt) und Mahgoub Mohamed Salih (Journalist), Sudan
- 2005: Wahrheitskommissionen von Chile und Peru
- 2006: Somsak Kosaisook, Gewerkschaftsführer und Bürgerrechtsaktivist, Thailand
- 2007: Jevgenij Zhovtis, Leiter des Kasachischen internationalen Menschenrechtsbüros
- 2008: Schanna Litwina, Weißrussland
- 2009: Treatment Action Campaign (TAC), Südafrika
- 2010: Marcelina Bautista Bautista, Mexico
- 2011: Slim Amamou, Tunesien und Khaled M. Said (1982–2010), Ägypten
- 2012: Tribal Union of Journalists (TUJ), Pakistan
- 2013: Center for Democracy and Reconciliation in Southeast Europe (CDRSEE), Griechenland
- 2014: Fartuun Adan, Direktorin des Elman Peace and Human Rights Center, Somalia
- 2015: Ilan Sadeh, Bürgermeister des Menashe Regional Councils und Hasan Atamna, Bürgermeister von Kafr Qara, Israel
- 2016: La Ruta Pacífica de las Mujeres, Frauenbewegung aus Kolumbien
- 2017: Organisationskomitee der Kerzenbürger-Demonstrationen in Südkorea (stellvertretend für alle Teilnehmer)
- 2018: Keine Vergabe *
- 2019: Miriam Miranda (Honduras)
- 2020: Zoran Zaev
- 2021: Alice Mogwe (Botswana)
- 2022: Rifaat Makkawi und die Organisation PLACE (Sudan)
- 2023: Shaharzad Akbar
- 2024: Periodistas y Comunicadores Independientes de Nicaragua (PCIN)

* Im Jahr 2018 sollte der Menschenrechtspreis an Women’s March aus den USA verliehen werden. Die Verleihung wurde nach Antisemitismus-Vorwürfen gegen die Organisatorinnen des Marsches von der FES ausgesetzt, die eine Untersuchung der Vorwürfe ankündigte. Vor deren Abschluss teilte Woman’s Marsh der Stiftung mit, auf den Preis zu verzichten, worauf 2018 kein Preis vergeben wurde.